# Gardel-Hervé
Pour les articles homonymes, voir Gardel et Hervé.

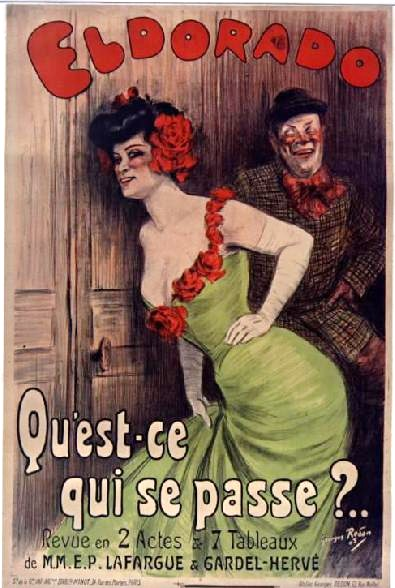
Affiche pour l'Eldorado (Paris, 1905).

Louis Emmanuel Florimond Ronger connu sous le nom de Gardel-Hervé, né à Gentilly le 28 janvier 1847 et mort à Perros-Guirec le 19 juillet 1926, est un violoniste, comédien, chansonnier et auteur dramatique français.
Il est le fils du compositeur Hervé (1825-1892). 

## Biographie
Ses pièces ont été représentées sur certaines des plus grandes scènes parisiennes du XIXe siècle : Théâtre de la Renaissance, Théâtre de l'Ambigu-Comique, Théâtre de l'Eldorado, etc. On lui doit aussi les musiques de nombreuses chansons sur des paroles, entre autres, de lui-même, de Lucien Delormel, Eugène Domergue, Théodore Massiac, Jules Salmon etc.
Acteur et chanteur, il joue par exemple le rôle de Raab dans l'opéra-bouffe La timbale d'argent d'Adolphe Jaime et Jules Noriac, représenté au Théâtre des Folies-Dramatiques le 11 janvier 1897, reprise de l'original créé le 9 avril 1872 au Théâtre des Bouffes parisiens. 
Décédé à Perros-Guirec où il s'était retiré depuis plus de 20 ans, il est inhumé au cimetière du Montparnasse.

## Œuvres
Théâtre
- 1873 : Les Débordements !, grande scène comique
- 1876 : Les Timides !, grande scène comique, paroles et musique
- 1883 : Espagne et Tyrol, saynète, musique d'Hervé
- 1886 : Amour et Gendarmerie, saynète en 1 acte
- 1887 : Le Fusilier Larifla, vaudeville en 1 acte
- 1891 : Les Lapins de l'année, revue en 2 actes et 3 tableaux
- 1892 : Les Commis-voyageurs
- 1894 : La Tante Lochard, vaudeville en 1 acte
- 1895 : Chez les Gropoulot, vaudeville en 1 acte
- 1896 : Tananarive ça y est !, revue en deux actes et quatre tableaux, avec Paul Burani
- 1897 : Le Cabinet Piperlin, comédie-bouffe de Paul Burani et Hippolyte Raymond, musique d'Hervé et Gardel-Hervé Théâtre de l'Athénée[3].
- 1898 : Cyrano à Paris, revue en cinq tableaux, avec Eugène Héros
- 1899 : La D'moiselle de chez Maxim, folie-parodie en 3 tableaux
- 1903 : Témoin !, pièce en un acte, avec Delphi Fabrice
- 1904 : Les Cambrioleurs de Paris, avec Henri Kéroul, musique de Charles Thony
- 1904 : Voyages d'amour, pièce en 1 acte
- 1905 : La Bande à Fifi, comédie, avec Maurice Varret
- 1906 : Polu chez les cocottes, pièces en 2 actes

Chansons
- 1872 : Le Vrai cocher de fiacre !, chansonnette, paroles et musique de Gardel-Hervé et Charles-Alexandre Guyon
- 1873 : Tout ça, c'est d'la pose !, chansonnette comique, paroles et musique
- 1873 : N'vo z'estimez pas tant !, chanson, paroles de Félix Langlois-Fréville, musique de Gardel-Hervé
- 1873 : Au bois, mélodie, paroles de Langlois-Fréville
- 1880 : C'est-y d' la veine !, chansonnette comique, paroles et musique
- 1883 : C'est entendu !, chansonnette, paroles et musique
- 1883 : J'suis un veinard !, chansonnette comique, paroles et musique
- 1883 : Ma mère est teinturière !, chansonnette, paroles et musique
- 1883 : Plus qu'il m'en fait, plus que j' l'aime !, chansonnette comique, paroles et musique
- 1883 : Quelle histoire !, chansonnette, paroles et musique
- 1892 : Les Muselés !, chanson satirique, paroles et musique
- 1896 : La Chanteuse des cours !, paroles de Paul Burani et Gardel-Hervé, musique de Laurent Halet
- 1904 : Camille ! Camille !, avec Henri Kéroul

## Distinctions
- Officier de l'Instruction publique (arrêté ministériel du 28 mars 1901)[4].